# Cristian Muñoz (wielrenner)
Cristian Camilo Muñoz Lancheros (Ventaquemada, 20 maart 1996) is een Colombiaans wielrenner die anno 2022 rijdt voor EPM-Scott. Hij kwam eerder uit voor UAE Team Emirates.

## Carrière
In 2016 werd Muñoz zesde in het door Carlos Ramírez gewonnen nationale kampioenschap tijdrijden voor beloften. In 2017 werd hij vierde, toen Julián Cardona won. In de Ronde van Italië voor beloften van dat jaar werd hij vierde in de laatste etappe, wat hem de dertiende plek in de eindrangschikking opleverde. Een jaar later keerde hij terug om vervolgens een etappe te winnen en zevende te worden in het eindklassement. Zijn prestaties leverde hem een tweejarig contract op bij UAE Team Emirates. Zijn debuut voor de ploeg maakte hij in de Tour Colombia, met een vijfde plek in de openingsploegentijdrit. Later dat jaar mocht hij onder meer starten in de Ronde van Catalonië en de Ronde van Californië.

## Palmares

### Overwinningen
2018
8e etappe Ronde van Italië, Beloften

### Resultaten in voornaamste wedstrijden
|      | \| Jaar \| Luik-Bast.‑Luik \| Waalse Pijl \| \| WK op de weg \| \| ---- \| --------------- \| ----------- \| \| ------------ \| \| 2020 \| 103e \| opgave \| \| opgave \| |             |  |              |
| Jaar | Luik-Bast.‑Luik | Waalse Pijl |  | WK op de weg |
| 2020 | 103e | opgave      |  | opgave       |

### Resultaten in kleinere rondes
| Jaar | Ronde van Catalonië | Critérium du Dauphiné |
| ---- | ------------------- | --------------------- |
| 2019 | 58e                 | 58e                   |
| 2020 |                     |                       |

## Ploegen
- 2017 –  Equipo de Ciclismo Coldeportes Zenu
- 2018 –  Coldeportes Zenú Sello Rojo
- 2019 –  UAE Team Emirates
- 2020 –  UAE Team Emirates
- 2021 –  UAE Team Emirates

Alba · Camacho · Camargo · Cano · Colón · Chaves · Jaramillo · Largo · Laverde · Martínez · Mesa · Muñoz · Ospina · Rubiano
Aru · Bohli · Bystrøm · Consonni · Conti · Costa · Đurasek · Ferrari · Gaviria · Henao · Kristoff · Laengen · Marcato · Martin · Mirza · Molano · Mori · Muñoz · I. Oliveira · R. Oliveira · Petilli · Philipsen · Pogačar · Polanc · Ravasi · Raboesjenka · Sutherland · Troia  · Ulissi
Ardila · Aru · Bjerg · Bohli · Bystrøm · Conti · Costa · Covi · De la Cruz · Dombrowski · Formolo · Gaviria · Henao · Kristoff · Laengen · Marcato · McNulty · Mirza · Molano · Muñoz · I. Oliveira · R. Oliveira · Philipsen · Pogačar · Polanc · Ravasi · Raboesjenka · Richeze · Troia · Ulissi
Ardila · Ayuso (vanaf 15 juni) · Bjerg · Bystrøm · Conti · Costa · Covi · De la Cruz · Dombrowski · Fisher-Black (vanaf 14 juli) · Formolo · Gaviria · Gibbons · Hirschi · Kristoff · Laengen · Majka · Marcato · McNulty · Mirza · Molano · Muñoz · I. Oliveira · R. Oliveira · Pogačar · Polanc · Raboesjenka · Richeze · Trentin · Troia · Ulissi· Groß (stagiair)